# Lise Vinet
Pour les articles homonymes, voir Vinet.
Lise Vinet, née le 31 mars 1994, est une kayakiste française.

## Carrière
Elle est vice-championne du monde de descente en sprint K1 par équipe aux Championnats du monde de descente 2019 avec Phénicia Dupras et Mathilde Valdenaire.
Aux Championnats du monde de descente de canoë-kayak 2021, elle est médaillée d'or en K1 et médaillée de bronze en K1 par équipe.
Elle est médaillée de bronze en K1 classique aux Championnats d'Europe de descente de canoë-kayak 2023 à Skopje.
Aux championnats du monde de descente de canoë-kayak 2023, elle est médaillée d'or en K1 par équipe avec Mathilde Valdenaire et Lisa Lebouc et médaillée d'argent en K1.